# Lucas Wong
 (octobre 2021).
La mise en forme du texte ne suit pas les recommandations de Wikipédia : il faut le « wikifier ».
Les points d'amélioration suivants sont les cas les plus fréquents. Le détail des points à revoir est peut-être précisé sur la page de discussion.
- Les titres sont pré-formatés par le logiciel. Ils ne sont ni en capitales, ni en gras.
- Le texte ne doit pas être écrit en capitales (les noms de famille non plus), ni en gras, ni en italique, ni en « petit »…
- Le gras n'est utilisé que pour surligner le titre de l'article dans l'introduction, une seule fois.
- L'italique est rarement utilisé : mots en langue étrangère, titres d'œuvres, noms de bateaux, etc.
- Les citations ne sont pas en italique mais en corps de texte normal. Elles sont entourées par des guillemets français : « et ».
- Les listes à puces sont à éviter, des paragraphes rédigés étant largement préférés. Les tableaux sont à réserver à la présentation de données structurées (résultats, etc.).
- Les appels de note de bas de page (petits chiffres en exposant, introduits par l'outil «  Source ») sont à placer entre la fin de phrase et le point final[comme ça].
- Les liens internes (vers d'autres articles de Wikipédia) sont à choisir avec parcimonie. Créez des liens vers des articles approfondissant le sujet. Les termes génériques sans rapport avec le sujet sont à éviter, ainsi que les répétitions de liens vers un même terme.
- Les liens externes sont à placer uniquement dans une section « Liens externes », à la fin de l'article. Ces liens sont à choisir avec parcimonie suivant les règles définies. Si un lien sert de source à l'article, son insertion dans le texte est à faire par les notes de bas de page.
- La présentation des références doit suivre les conventions bibliographiques. Il est recommandé d'utiliser les modèles {{Ouvrage}}, {{Chapitre}}, {{Article}}, {{Lien web}} et/ou {{Bibliographie}}. Le mode d'édition visuel peut mettre en forme automatiquement les références.
- Insérer une infobox (cadre d'informations à droite) n'est pas obligatoire pour parachever la mise en page.

Pour une aide détaillée, merci de consulter Aide:Wikification.
Si vous pensez que ces points ont été résolus, vous pouvez retirer ce bandeau et améliorer la mise en forme d'un autre article.
 Wong Youk-heï / Wong Yuk-hei (chinois : 黄旭熙 ; chinois traditionnel : 黃旭熙 ; pinyin : huáng xù xī ; zhuyin : ㄏㄨㄤˊ ㄒㄩˋ ㄒㄧ; né le 25 janvier 1999), mieux connu sous le nom de Lucas (coréen : 루카스), est un rappeur, chanteur et mannequin de Hong Kong d'origine thaïlandaise et chinoise. Il est membre du Boys band sud-coréen NCT, de sa sous-unité chinoise WayV et de sa sous-unité de rotation NCT U, ainsi que du supergroupe SuperM. En Chine, il est apparu en tant que membre régulier de la septième et neuvième saison de la populaire émission de variétés Keep Running.

## Biographie

### Enfance
Lucas est né le 25 janvier 1999 à Sha Tin, Hong Kong, d'un père chinois d'ascendance Teochew et d'une mère thaïlandaise. Il a un frère plus jeune et a fréquenté le collège Yow Kam Yuen du groupe d'hôpitaux Tung Wah.
Lucas a aidé à gérer un restaurant thaïlandais à Hong Kong appartenant à ses parents. Il se rendait souvent en Thaïlande, au moins une fois par an, pour se reposer et rendre visite chez la famille de sa mère.

### Carrière

#### 2015-2017 : Pré-début
En 2015, Lucas a été repéré par SM Entertainment, une agence de divertissement sud-coréenne, après avoir passé une audition mondiale qui s'est tenue à Hong Kong. Lucas a été accepté après une seule audition de mannequin. En tant que recrue SM, Lucas a reçu une formation en chant, rap et danse. Le 5 avril 2017, il a été présenté en tant que membre de SM Rookies, une équipe de formation de pré-début composée de jeunes recrues qui feraient potentiellement leurs débuts en tant que membres d'un groupe d'idols. Le 7 avril 2017, Lucas a fait une apparition dans le clip "Dream In A Dream" du membre de NCT Ten. Lucas, dont la langue maternelle est le cantonais, a étudié le coréen et le mandarin pour se préparer pour son début.

#### 2018-2019 : Début avec NCT, WayV, SuperM et activités en solo
En janvier 2018, SM Entertainment a dévoilé NCT 2018, un groupe de projet pour le boys band emergent NCT. Lucas, avec Kun et Jungwoo, étaient les nouveaux membres du groupe. Le trio a été présenté dans le NCT 2018 Yearbook #1 de SM le 30 janvier 2018. Lucas a officiellement fait ses débuts avec NCT le 14 mars, avec leur premier album studio NCT 2018 Empathy. Lucas a enregistré trois chansons de l'album dans la sous-unité NCT U, y compris les titres « Boss », « Yestoday » (tous deux sous le nom de NCT U) et « Black on Black » (en tant que NCT 2018). Pour promouvoir l'album, Lucas est apparu dans les émissions de variétés coréennes Real Man 300 et Law of the Jungle dans Last Indian Ocean en tant que membres réguliers de la distribution.
Lucas a figuré sur la chanson « All Night Long » de Taeyeon , un morceau enregistré dans son EP Something New, sorti en juin 2018. La chanson a culminé au numéro 72 sur le Gaon Digital Chart. En novembre 2018, Lucas a sorti le single numérique "Coffee Break", avec Jonah Nilsson et avec Richard Bona, pour SM Station 3.
En décembre 2018, Lucas a été annoncé comme faisant partie du sous-groupe WayV de NCT basée en Chine, gérée par Label V. Le sous-groupe de sept membres a officiellement fait ses débuts le 17 janvier 2019 avec leur premier single The Vision qui était la réédition en mandarin de « Regular » de NCT 127,,. Le mois suivant, Lucas a rejoint le casting de l'émission chinoise Keep Running en tant que membre fixe de la distribution pour la septième saison.
Le 7 août 2019, Lucas a été annoncé comme membre de SuperM, un boys band K-pop créé par SM Entertainment en collaboration avec Capitol Records. Les promotions du groupe ont débuté en octobre et s'adressent au marché américain. Le début nommé EP de SuperM est sorti le 4 octobre 2019 avec le single principal « Jopping ». Le 5 octobre, Lucas a eu son premier concert avec SuperM au Capitol Records Building à Los Angeles, précédant une tournée mondiale avec des arrêts en Amérique du Nord et des arrêts prévus en Europe et en Asie,,.

#### 2020-présent: NCT 2020, Kick Back et activités en solo
En octobre 2020, Lucas est revenu jouer avec NCT pour la première fois depuis « Black On Black » en 2018. Il a participé au deuxième projet composé de tous les membres, NCT 2020, mettant en vedette les 23 membres. Il était présent dans l'album « Resonance » pour les chansons « Make A Wish (Birthday Song) » et sa version anglaise, « Faded In My Last Song », et « Volcano »de NCT U, ainsi que « Nectar » de WayV. Il a également participé au single de tous les membres, « Resonance ».
Le 10 mars 2021, WayV a sorti son troisième EP, Kick Back, avec le single principal du même nom. L'album est devenu le premier album numéro un du groupe sur Gaon Album Chart.
Lucas a rejoint « Keep Running » tant que membre régulier de la distribution pour la neuvième saison.
Le 25 août 2021, Lucas devait sortir le single « Jalapeño » avec Hendery, membre de WayV. Cependant, à la suite d'une polémique, SM Entertainment et Label V ont annoncé que la sortie, ainsi que ses promotions, ont été reportées. Lucas a également annoncé qu'il avait temporairement interrompu ses activités avec WayV.

## Discographie

### Singles
| KOR |      |  |                           |
| Gaon |      |  |                           |
| « Coffee Break » Avec Dirty Loops mettant en vedette Richard Bona)                                      | 2018 |  | Station SM : Saison 3     |
| "Renegade"                                                                                              | 2024 |  | Renegade - The 1st Single |
| "—" désigne les chansons qui n'ont pas été répertoriées ou qui n'ont pas été publiées dans cette région |      |  |                           |

### Apparitions de bande-son
| Titre | Année          | Positions maximales sur le graphique | Positions maximales sur le graphique | Positions maximales sur le graphique | Ventes                     | Album          |
| Titre | Année          | CHN                                  | CHN                                  | KOR                                  | Ventes                     | Album          |
| Titre | Année          | CHN                                  | QQ                                   | KOR                                  | Ventes                     | Album          |
| Collaborations                                                                                           | Collaborations | Collaborations                       | Collaborations                       | Collaborations                       | Collaborations             | Collaborations |
| --- | -------------- | ------------------------------------ | ------------------------------------ | ------------------------------------ | -------------------------- | -------------- |
| « 造亿万吨光芒 » (Avec Angelababy, Li Chen, Zheng Kai, Zhu Yawen, Wang Yanlin, Song Yuqi)                | 2019           | -                                    | -                                    | NC                                   | Chanson thème Keep Running |                |
| "—" désigne les chansons qui n'ont pas été répertoriées ou qui n'ont pas été publiées dans cette région. |                |                                      |                                      |                                      |                            |                |

### Autres chansons classées
| « All Night » (저녁의 이유) (Taeyeon mettant en vedette Lucas)                                          | 2018 | 72 | Something New |
| "—" désigne les chansons qui n'ont pas été répertoriées ou qui n'ont pas été publiées dans cette région |      |    |               |

## Filmographie

### Émissions de télé
- 2018 : Real Man 300 (진짜사나이 300) : Membre de la distribution
- 2018 : Law of the Jungle in Last Indian Ocean (정글의 법칙) : Membre de la distribution
- 2019-2021 : Keep Running (奔跑吧) : Membre de la distribution